# Izaak Vlink
Izaak Vlink (Sneek, 22 december 1752 - aldaar, 12 april 1833) is een voormalig maire en later een voormalig burgemeester van Sneek.
Na de Franse Revolutie vielen in 1795 Franse troepen Nederland binnen en begin 19e eeuw maakt Nederland deel uit van het Eerste Franse Keizerrijk. In deze periode werd ook de Grondwet, Burgerlijk Wetboek, Burgerlijke Stand, gemeenteraad en het maire-schap landelijk ingevoerd. Na herstel van de onafhankelijkheid van Nederland en de stichting van het Soeverein Vorstendom der Verenigde Nederlanden in 1813 werd de titulatuur van maire in de Friese Elfsteden veranderd in die van burgemeester. Vlink werd op 2 januari 1814 geïnstalleerd in het nieuwe stadsbestuur. 

Den 2e Januari 1814 werd het nieuwe stadsbestuur benoemd,  bestaande uit vier burgemeesteren en zestien leden der vroedschap. De oude namen van den vroegeren municipalen raad vinden wij er nagenoeg alle in terug. Willem Olivier werd president-burgemeester, Izaak Vlink, Hieronimus Beck en Berend Airing waren zijn mede-burgemeesters.
— Geert Aeilco Wumkes (1814) in zijn kroniek

Tot 1824 deelde hij het burgemeesterschap van Sneek met Willem Olivier, Heronimus Beck en Berend Airing. Zij waren om en om een jaar lang president-burgemeester. In 1824 komt er dus verandering in de status van het gemeentebestuur en burgemeesters en moest het stadsbestuur bestaan uit een burgemeester en twee wethouders. Vlink zou het burgemeesterschap tot 20 december 1832 vervullen.